# Антенал
Антенал (хорв. Antenal) — населений пункт у Хорватії, в Істрійській жупанії у складі міста Новиград.

## Населення
Населення за даними перепису 2011 року становило 152 осіб.
Динаміка чисельності населення поселення:

## Клімат
Середня річна температура становить 13,88 °C, середня максимальна – 27,09 °C, а середня мінімальна – -0,16 °C. Середня річна кількість опадів – 886 мм.
| Клімат поселення                              | Клімат поселення | Клімат поселення | Клімат поселення | Клімат поселення | Клімат поселення | Клімат поселення | Клімат поселення | Клімат поселення | Клімат поселення | Клімат поселення | Клімат поселення | Клімат поселення | Клімат поселення |
| Показник                                      | Січ.             | Лют.             | Бер.             | Квіт.            | Трав.            | Черв.            | Лип.             | Серп.            | Вер.             | Жовт.            | Лист.            | Груд.            |                  |
| Середній максимум, °C                         | 9,78             | 10,69            | 13,97            | 17,31            | 22,45            | 26,14            | 27,09            | 26,99            | 22,56            | 17,92            | 12,84            | 9,23             |                  |
| Середня температура, °C                       | 4,80             | 5,72             | 8,99             | 12,31            | 17,49            | 21,16            | 23,67            | 23,57            | 19,14            | 14,50            | 9,44             | 5,82             |                  |
| Середній мінімум, °C                          | −0,16            | 0,74             | 4,02             | 7,35             | 12,50            | 16,18            | 20,25            | 20,14            | 15,72            | 11,07            | 6,01             | 2,39             |                  |
| Норма опадів, мм                              | 61               | 50               | 62               | 69               | 68               | 79               | 53               | 79               | 92               | 102              | 95               | 76               |                  |
| Середньомісячна швидкість вітру, м/с          | 2.32             | 2.56             | 2.62             | 2.62             | 2.37             | 2.28             | 2.28             | 2.24             | 2.30             | 2.53             | 2.59             | 2.47             |                  |
| Середньомісячна сонячна радіація, кДж/м²·день | 4417             | 7382             | 10720            | 15340            | 19491            | 21323            | 22376            | 19099            | 14093            | 8978             | 4928             | 3748             |                  |
| --------------------------------------------- | ---------------- | ---------------- | ---------------- | ---------------- | ---------------- | ---------------- | ---------------- | ---------------- | ---------------- | ---------------- | ---------------- | ---------------- | ---------------- |
| Джерело:                                      |                  |                  |                  |                  |                  |                  |                  |                  |                  |                  |                  |                  |                  |